# ژوآو پینتو (بازیکن فوتبال، زاده ۱۹۶۱)
ژوآو پینتو (پرتغالی: João Pinto؛ زادهٔ ۲۱ نوامبر ۱۹۶۱) بازیکن سابق و مربی فوتبال اهل پرتغال است.
از باشگاه‌هایی که در آن بازی کرده‌است می‌توان به باشگاه فوتبال پورتو اشاره کرد.
وی همچنین در تیم‌های ملی فوتبال زیر ۱۸ سال پرتغال، زیر ۲۱ سال پرتغال، و پرتغال بازی کرده‌است.